# کویاتیتسه (منطقه تربیچ)
کویاتیتسه (به چکی: Kojatice) یک منطقهٔ مسکونی در جمهوری چک است که در منطقه تربیچ واقع شده‌است.
 کویاتیتسه ۵٫۶۲ کیلومتر مربع مساحت و ۳۴۸ نفر جمعیت دارد و ۴۱۴ متر بالاتر از سطح دریا واقع شده‌است.